# Военный институт радиоэлектроники
Вое́нный институ́т радиоэлектро́ники (сокращённо ВИРЭ) — бывшее высшее военно-учебное заведение СССР и России, располагавшееся в Воронеже и осуществлявшее подготовку офицерских кадров в области радиоэлектронной борьбы для вооружённых сил СССР и Российской Федерации. Образован как Воро́нежское вы́сшее военное инжене́рное учи́лище радиоэлектроники (сокращённо ВВВИУРЭ) в соответствии с приказом Министерства обороны СССР от 24 сентября 1980 года. Формально днём образования и праздником училища считается 7 мая 1981 года. За время своего существования ВИРЭ подготовил более 3,3 тысяч специалистов РЭБ для советской и российской армий. 9 января 2006 года он был присоединён в качестве структурного подразделения к Воронежскому военному авиационному инженерному университету (военному институту). Ныне его преемником является 5-й факультет радиоэлектронной борьбы и информационной безопасности, входящий с августа 2012 года в структуру Военно-воздушной академии имени профессора Н. Е. Жуковского и Ю. А. Гагарина.

## Создание училища
Создание нового военного училища было связано с необходимостью подготовки высококлассных специалистов РЭБ (инженеров и командиров в одном лице) в специализированном военно-учебном заведении, подчинявшемся непосредственно Управлению РЭБ. Тогда появилась острая потребность в специалистах, которые не только хорошо знали технику и тактику применения средств РЭБ, но и могли в создавшихся новых условиях понимать суть происходящего в эфире, владеть системным подходом в решении задач РЭБ и знать все её составляющие. Предпосылками к созданию училища также послужили сложная и напряжённая международная военно-политическая обстановка и интенсивный рост парка принципиально новых средств вооружённой борьбы в Вооружённых силах СССР.
Предложение о создании военного училища радиоэлектроники выдвинул начальник Управления РЭБ ГШ ВС СССР генерал-лейтенант Н. А. Макаренков, которого поддержал начальник Генерального штаба маршал Н. В. Огарков. Помимо Макаренкова, в образовании нового училища принимали участие его заместители контр-адмирал Е. С. Федотов и генерал-майор Ю. С. Ульченко, начальники отделов генерал-майор Ю. В. Черников и полковник А. С. Бочаров, а также заместитель начальника Генерального штаба генерал-полковник В. Я. Аболинс. Воронежское высшее военное инженерное училище радиоэлектроники было образовано в соответствии с Постановлением Совета Министров СССР от 12 августа 1980 года, Приказом министра обороны СССР маршала Д. Ф. Устинова от 24 сентября 1980 года и Директивой начальника Генерального штаба Вооружённых сил СССР маршала Н. В. Огаркова от 20 ноября 1980 года № 0195. Училище было образовано с целью подготовки специалистов по радиоэлектронной борьбе для Вооруженных сил СССР и Государственной технической комиссии СССР.
Новое учебное заведение сразу формировалось как высшее военное училище, а не путём перевода другого военного заведения со среднего специального образования на вузовскую программу обучения. В октябре 1980 года приказом заместителя начальника Генерального штаба ВС СССР была назначена оперативная группа по формированию училища, которой руководил полковник В. М. Зинин. Эта группа заведовала работой по формированию училища с октября 1980 по март 1981 года. Она разрабатывала учебные программы и учебные планы, осуществляла заказы и получала всё необходимое имущество и материальные средства, а также занималась реконструкцией и ремонтом служебных и жилых помещений. С октября 1980 по август 1981 года на должности в училище были назначены 91 офицер, 22 прапорщика и 86 рабочих и служащих. Окончательно процесс формирования училища завершился 7 мая 1981 года — этот день был установлен в качестве ежегодного праздника училища приказом Министра обороны СССР от 7 июня 1981 года, и именно он считается традиционно днём образования училища.
Основные объекты училища размещались на территории 21-го Научно-исследовательского испытательного института МО СССР и военного городка 108-го зенитного ракетного полка Московского округа ПВО. Сотрудники данного НИИ под руководством генерал-лейтенанта В. И. Кузнецова сформулировали и обосновали требования к подготовке специалистов РЭБ, а также разработали первые учебные планы и программы училища. В частности, НИИ подготовил первый вариант перечня дисциплин, структуры училища и потребных площадей, используя опыт уже существовавших военных вузов, которые занимались подготовкой специалистов РЭБ.

## Основная история

### 1981—1986
Первым начальником училища в 1981 году был назначен полковник (позже генерал-лейтенант запаса) В. Я. Палей. В августе 1981 года состоялся первый набор из 160 курсантов, 1 сентября начался первый учебный год, 15 сентября был создан и утверждён первый совет училища, а 14 октября генерал-полковник В. Я. Аболинс вручил училищу Боевое знамя и Грамоту Президиума Верховного Совета СССР. Училище осуществляло подготовку офицеров с высшим военно-специальным образованием командно-инженерного профиля. Изначально оно включало в свой состав всего два факультета — факультет средств радиоэлектронной борьбы (1-й факультет) и факультет комплексного обеспечения информационной безопасности автоматизированных систем (2-й факультет).
Коллектив училища за достаточно короткий срок создал материально-техническую, учебную и полиграфическую базы, обеспечившие успешный учебный процесс. В эксплуатацию были сданы 8-этажный учебный корпус, корпуса казармы, поликлиники, курсантского общежития, развёрнуты парк специальной техники и полигонная база, ЭВМ типа ЕС-1035 и мастерские. Для укомплектования училища научно-педагогическими кадрами велась подготовка дипломированных учёных в целевых адъюнктурах. Были организованы научно-исследовательская и военно-научная работа, стали проводиться военно-научные конференции. Были организованы изобретательская и рационализаторская работа, был подготовлен к изданию первый учебник РЭБ под редакцией начальника училища В. Я. Палея.
В июне 1986 года состоялся первый выпуск офицерских кадров, в войска были направлены 151 человек. Среди выпускников были окончивший училище с золотой медалью лейтенант С. И. Спажакин и 18 человек, получивших дипломы с отличием.

### 1987—1993
В конце 1986 года училище возглавил генерал-майор В. Я. Ермолаев. Под его руководством в 1988 году в состав училища были введены офицерские курсы, целями которых было повышение квалификации офицеров наземных частей РЭБ и переподготовка офицеров, направленных для прохождения службы в РЭБ, а также повышение научно-методического уровня офицеров-преподавателей. В училище появилась первая локальная вычислительная сеть, были достроены комбинат бытового обслуживания и спортивный комплекс. На специальные кафедры была поставлена новая техника, которой были оборудованы классы тренажёров (кафедры № 1, 11 и 21) и имитационной аппаратуры (кафедры № 5, 11 и 22). В училище стали проводиться научно-технические и научно-методические конференции, а преподавательский состав и офицеры училища принимали активное участие в испытаниях новой техники и учениях войск.
На развитие училища повлияли распад СССР, соответствующие коренные переломы в государственном строе и обществе, а также сокращение численности вооружённых сил. В запас ушли многие начальники факультетов, почти все начальники кафедр и большинство начальников отделов; сократилось количество профессорско-преподавательского состава с учёными степенями. С 1987 по 1993 годы на некоторых кафедрах дважды поменялось руководство, а в учебном отделе оно сменилось трижды. В связи с этим в 1989 году в училище была открыта собственная адъюнктура на 6 мест. Её первыми адъюнктами стали капитаны В. И. Бабусенко и В. В. Гордей, а в 1992 году состоялся первый выпуск адъюнктов. Всего с 1987 по 1993 годы училище окончили более 1100 офицеров, из которых девять человек окончили его с золотой медалью, а 139 человек получили дипломы с отличием.

### 1994—1998
27 ноября 1993 года Постановлением Правительства Российской Федерации № 1239 с формулировкой «в целях совершенствования подготовки и переподготовки военных специалистов по радиоэлектронике, расширения и углубления научных исследований в области специальной военной радиоэлектроники» и приказом Министра обороны Российской Федерации № 11 от 12 января 1994 года Воронежское высшее военное инженерное училище радиоэлектроники было преобразовано в Военный институт радиоэлектроники. В составе института были созданы факультет радиоэлектронной борьбы и факультет информационной безопасности. Начальником Военного института радиоэлектроники стал генерал-майор Н. Т. Шевцов, при котором начался этап преобразования и реформирования института. С 1994 по 1999 годы должность заместителя начальника занимал полковник, позже генерал-майор ВС РФ, почётный радист России А. И. Акулинин.
В августе 1994 года Военному институту радиоэлектроники была выдана лицензия Государственного комитета Российской Федерации по высшему образованию № 16 Г-958: он стал одним из первых вузов Министерства обороны Российской Федерации, получившим лицензию на право осуществления образовательной деятельности в сфере высшего образования. В институте была проведена большая работа по структурным преобразованиям в учебно-воспитательном процессе. В частности, были изменены структура и названия некоторых кафедр (кафедры № 3, 5, 6 и 7), начали свою работу в качестве самостоятельных подразделений научно-исследовательский и редакционно-издательский отделы, были сформированы новые научно-исследовательские лаборатории, батальон обеспечения учебного процесса был преобразован в базу, создан учебный центр с тактическими учебными полями. Число мест в очной адъюнктуре выросло с 6 до 12; открылась очная докторантура, первым выпускником которой стал доктор технических наук, профессор, полковник Б. В. Илларионов. В ноябре 1997 года в ВИРЭ приказом Высшей аттестационной комиссии был создан диссертационный совет по защите кандидатских диссертаций.
С 1997 года в институте началась подготовка специалистов РЭБ для вооружённых сил зарубежных государств. 29 января 1997 года на основании директивы Генерального штаба ВС РФ № 314/1435 от 7 августа 1996 года была образована специальная группа для подготовки офицеров РЭБ Вооружённых сил Республики Казахстан, первый выпуск казахских офицеров был осуществлён в 1998 году. Всего с 1994 по 1998 годы институт окончили более 820 офицеров, из которых 8 — с золотой медалью; ещё 100 лейтенантов получили дипломы с отличием.

### 1998—2006
В 1998 году начальником института стал полковник (позже генерал-майор), кандидат технических наук В. И. Подлужный. Под его руководством продолжилось развитие и совершенствование учебно-воспитательного процесса ВИРЭ. Институт стал одним из первых военных вузов, в котором появился абонентский пункт сети Интернет. С 2001/2002 учебного года подготовка специалистов велась в соответствии с новыми учебными планами и программами, разработанными на базе государственных образовательных стандартов второго поколения. Военный институт радиоэлектроники стал головным вузом Министерства обороны по подготовке специалистов РЭБ для всех видов ВС РФ и родов войск, а также и для вооружённых сил других государств. В 2004 году, по словам заместителя начальника института по учебной и научной работе Владимира Коровина, Военный институт радиоэлектроники являлся единственным вузом, готовившим специалистов по радиоэлектронной борьбе.
Подготовка военных специалистов осуществлялась по 6 специальностям, обучение велось с использованием новых методик и перспективных программ. ВИРЭ располагал большим арсеналом современного вооружения и специальной военной техники, новейшими серийными и опытными образцами средств радиоэлектроники, а также имел учебный телевизионный центр. Для подготовки специалистов использовались возможности Межвузовского учебного центра по подготовке специалистов для подразделений и частей РЭБ ВС РФ. Были образованы новые автоматизированные обучающие системы и тренажёрные комплексы на ряде кафедр (№ 1, 5, 6, 10, 11, 12 и 21), которые были представлены на международных и региональных выставках и удостаивались разных наград. В процессе обучения использовалось оборудование, позволявшее имитировать РЭБ в ходе тактико-специальных занятий и учений с курсантами. По словам начальника института генерал-майора В. И. Подлужного, по результатам деятельности преподавательского состава за 2002/2003 учебный год были изготовлены пять автоматизированных тренажёров и разработано более 10 автоматизированных обучающих систем и программ.
В 2002 году «Красная звезда» сообщила о победе команды ВИРЭ на II Всеармейской олимпиаде по информатике, состоявшейся в Смоленске, на которой в абсолютном личном первенстве победу праздновал тоже представитель ВИРЭ — третьекурсник Александр Панов. В 2003 году, по словам начальника института В. И. Подлужного в интервью газете «Красная звезда», вуз стал первопроходцем новых программ и одержал ряд побед во всеармейских олимпиадах, подняв тем самым свой престиж — в частности, команда института победила на Всеармейской олимпиаде по информатике среди вузов Минобороны РФ. В 2005 году курсанты ВИРЭ заняли 3-е место на Всеармейской олимпиаде по математике, 2-е место на Всеармейской олимпиаде по информатике и 1-е место в Межвузовской областной олимпиаде по математике и иностранным языкам. ВИРЭ вёл активное сотрудничество с ведущими российскими научно-исследовательскими центрами в Белгороде, Липецке, Курске, Орле, Пензе, Тамбове, Москве и Санкт-Петербурге, а в 2005 году благодаря внебюджетной деятельности принёс Министерству обороны прибыль в размере 4 млн рублей.
Параллельно продолжалось обучение иностранных военнослужащих: специальная группа для подготовки офицеров РЭБ ВС Республики Казахстан, образованная в 1997 году, в 2000 году была преобразована в специальное отделение, обучение на котором проводилось по трём специальностям по 5-летней программе в соответствии с заказом от иностранных военных командований. На базе этого отделения в том же 2000 году были открыты курсы переподготовки офицеров иностранных государств, на которых прошли подготовку в 2000 году два офицера ВС Республики Казахстан. Из военнослужащих других государств в вузе обучались военные Армении, Сирии, Таджикистана, Узбекистана и Эфиопии: ожидалось, что в будущем обучение в ВИРЭ начнут проходить офицеры РЭБ армий Перу, Китайской Народной Республики, Республики Кубы и Вьетнама.
С 1998 по 2003 годы Военный институт радиоэлектроники выпустил более 840 офицеров, из них 17 лейтенантов окончили вуз с золотой медалью (один — Р. С. Олжабаев, военнослужащий ВС Республики Казахстан), 162 выпускника получили дипломы с отличием. В состав государственных экзаменационных комиссий, принимавших выпускные экзамены, входили генералы и офицеры управления РЭБ Генерального штаба. К 2003 году из всех выпускников вуза 35 окончили его с золотой медалью, а 414 получили дипломы с отличием. Всего с 1981 по 2006 год институтом было подготовлено около 3300 высококвалифицированных офицерских кадров в области радиоэлектронной борьбы для Вооружённых Сил СССР и Вооружённых сил Российской Федерации, из них один был удостоен звания Героя Российской Федерации — Алексей Дюмин, генерал-майор, губернатор Тульской области в 2016—2024 годах.

## Присоединение к ВВАИУ (ВИ)
9 января 2006 года Постановлением Правительства Российской Федерации № 05р Военный институт радиоэлектроники в качестве структурного подразделения был присоединён к Воронежскому военному авиационному инженерному училищу (военному институту), хотя прежде институт не фигурировал в перечне высших военно-учебных заведений, подлежащих реформированию до 2010 года. 27 января начальник Генерального штаба генерал армии Юрий Балуевский направил статс-секретарю — заместителю министра обороны, главнокомандующему ВВС и начальнику управления радиоэлектронной борьбы Генерального штаба ВС РФ с требованием создать комиссию по реорганизации ВИРЭ и доложить результаты её работы до 1 декабря 2006 года. На базе 1-го и 2-го факультетов ВИРЭ были образованы 5-й факультет (радиоэлектронной борьбы) и 6-й факультет (информационной безопасности), ставшие частью Воронежского ВВАИУ. Формальное присоединение ВИРЭ к ВВАИУ (ВИ) состоялось в августе 2006 года.
По словам начальника Воронежского военного авиационного инженерного университета (ВАИУ) генерал-майора Геннадия Зиброва за 2009 год, решение о присоединении ВИРЭ к ВВАИУ вызвало шквал обращений в ряд инстанций, в которых утверждалось, что это может нанести большой ущерб системе подготовки специалистов радиоэлектронной борьбы. Против расформирования ВИРЭ и его включения в состав ВВАИУ высказались члены научно-технического и диссертационного советов ФГННИЦ РЭБ ОЭСЗ, которые отметили, расформирование ВИРЭ как единственного «системообразующего ввуза по радиоэлектронной борьбе» может привести к снижению потенциала военной радиоэлектроники. С письмами в высшие органы государственной власти обратились 57 полковников и генералов, которые доказывали, что присоединение ВИРЭ в состав другого вуза в качестве факультетов нарушает ряд государственных актов, в том числе «Основы государственной политики Российской Федерации по военному строительству на период до 2010 года».
Несмотря на пессимистические прогнозы, в дальнейшем ВВАИУ успешно получил аккредитацию военного университета, создав хорошую учебно-материальную базу и повысив свой научный потенциал за счёт сотрудников ВИРЭ. В состав нового училища влился большой коллектив, а общая численность различных категорий личного состава превысила 5 тысяч человек. Постановлением Правительства Российской Федерации от 25 декабря 2007 № 1906-р училище было преобразовано в Военный авиационный инженерный университет, а в ноябре 2010 года его 5-й и 6-й факультеты были объединены в 5-й факультет радиоэлектронной борьбы и информационной безопасности, который с августа 2012 года входит в структуру Военно-воздушной академии имени профессора Н. Е. Жуковского и Ю. А. Гагарина. Часть выпускников ВИРЭ сделала дальнейшую карьеру не только на должностях начальников РЭБ соединений и командиров частей, но и в качестве учёных, преподавателей и научных сотрудников Военно-воздушной академии.

## Научная деятельность
К концу XX века в институте работали 17 докторов наук и 103 кандидата наук, 19 профессоров, 69 доцентов и 15 старших научных сотрудников, три заслуженных деятеля науки РФ, два заслуженных работника высшей школы РФ, один заслуженный изобретатель РФ, четыре заслуженных рационализатора РФ и один почётный работник высшей школы РФ. По данным газеты «Красная звезда» на 2001 год, в институте трудились 8 докторов наук и 93 кандидата наук, 10 профессоров и более 50 доцентов, а ещё более 200 курсантов работали в кружках военно-научного общества. По состоянию на 2006 год в институте работали всего 17 докторов наук, 116 кандидатов наук, 18 профессоров, 66 доцентов и 12 старших научных сотрудников; укомплектованность института преподавательским составом с учёными степенями и званиями составляла 77 %. С 1998 по 2003 годы в вузе велись научные исследования по следующим направлениям:
- совершенствование системы подготовки специалистов РЭБ;
- внедрение перспективных информационных технологий управления учебно-воспитательным процессом;
- совершенствование организации боевого применения частей и подразделений РЭБ, комплексов и средств с учётом специфики боевых действий на Северном Кавказе;
- создание автоматизированных обучающих и тренажёрных систем и комплексов;
- вопросы военной социологии и совершенствования системы морально-психологической подготовки личного состава.

С марта 2003 года в институте действовал докторский диссертационный совет по специальностям 20.01.06 «Воинское обучение и воспитание, боевая подготовка, военная педагогика и психология, управление повседневной деятельностью войск» и 20.02.25 «Военная электроника, аппаратура комплексов военного назначения». На конец 2003 года преподавательские должности были укомплектованы на 65 % учёными (в том числе 9 % — докторами наук и 14 % — профессорами), а сотрудниками и преподавателями осуществлялись научные исследования по 37 направлениям. По их результатам за 2002/2003 учебный год в институте были подготовлены две монографии, четыре учебника и 19 учебных пособий, поданы пять заявок на выдачу патентов на изобретения и 157 рационализаторских предложений, а также получены 7 свидетельств о регистрации программ в Федеральном институте промышленной собственности. В 1998—2003 годах в институте было защищено более 30 кандидатских и 5 докторских диссертаций.
Курсанты вуза ежегодно участвовали во Всеармейском конкурсе на лучшую научную работу среди курсантов и слушателей вузов МО РФ, награждаясь медалями «За лучшую студенческую работу» и дипломами Комитета РФ по высшей школе. В институте ежегодно проводились межвузовские научно-технические и научно-методические конференции и семинары, а также военно-научные конференции и выставки технического творчества курсантов. Сам ВИРЭ неоднократно был награждён Почётными грамотами Министра обороны РФ и начальника вооружения (заместителя министра обороны РФ) за результаты во Всеармейском смотре на лучшую организацию изобретательской, рационализаторской и патентно-лицензионной работы.

## Руководство
- 1981—1986: генерал-лейтенант Владимир Яковлевич Палей[10]
- 1986—1993: генерал-майор Виталий Яковлевич Ермолаев[39]
- 1993—1998: генерал-майор Николай Трофимович Шевцов[16]
- 1998—2006: генерал-майор Виктор Иванович Подлужный[40]

### Основная
- С. В. Аверченко. Воронежская школа специалистов радиоэлектронной борьбы (1980-2006). К 40-летию создания Военного института радиоэлектроники // Военно-исторический журнал. — 2020. — № 8. — С. 85—92. Архивировано 18 апреля 2024 года.
- Г. В. Зибров. Военно-воздушная академия — путь длиною в век // Военная мысль. — 2020. — № 8. — С. 126—144. Архивировано 18 апреля 2024 года.
- Военный институт радиоэлектроники / В. Ю. Рылов // Воронежская энциклопедия : в 2 т. / Гл. ред. М. Д. Карпачёв. — Воронеж : Центр духовного возрождения Чернозёмного края, 2008. — Т. 1 : А — М. — С. 141—142.
- А. А. Томилов, Р. М. Валиулин, М. В. Киргинцев, Е. А. Лисиченко. Особенности подготовки офицерских кадров в вузах, объединённых в Военном учебно-научном центре Военно-воздушных сил «Военно-воздушная академия имени профессора Н.Е. Жуковского и Ю.А. Гагарина», на различных исторических этапах // Воздушно-космические силы. Теория и практика. — 2021. — Март (№ 17). — С. 241—256. Архивировано 21 июня 2024 года.
- В. Е. Хроликов. Военный учебно-научный центр Военно-воздушных сил «Военно-воздушная академия имени профессора Н. Е. Жуковского и Ю. А. Гагарина» (5 факультет «Радиоэлектронной борьбы и информационной безопасности») // Радиоэлектронная борьба в Вооружённых Силах Российской Федерации — 2014. — 2014. — 228 с. Архивировано 24 сентября 2020 года.

### Дополнительная
- Бондарев С. С. и др. Военный институт радиоэлектроники — 20 лет служения Отечеству / под общ. ред. Подлужного В. И.. — Воронеж: КОР-Полиграф, 2001. — 183 с.
- Хроликов В. Е. и др. Воронежское высшее военное инженерное училище радиоэлектроники, Военный институт радиоэлектроники, 5-й факультет радиоэлектронной борьбы (и информационной безопасности). 35 лет служения Отечеству. 1981—2016 гг. / под ред. Нагалина А. В.. — Воронеж, 2016. — 160 с. — ISBN 978-5-4420-0467-0.